# Amid draselný
Amid draselný (KNH2) je chemická sloučenina draslíku s dusíkem a vodíkem (patří mezi amidy alkalických kovů). Molekula této sloučeniny je podobná molekule amoniaku, pouze jeden atom vodíku je nahrazen atomem draslíku.

## Vlastnosti
Amid draselný je hygroskopický, vytváří, podle stupně čistoty, šedobílé, žluté až hnědé jednoklonné krystaly až amorfní prášek. Zapáchá po amoniaku.
Nebezpečně reaguje s vodou:
{\displaystyle {\mathsf {KNH_{2}+H_{2}O{\xrightarrow {\ }}\ KOH+NH_{3}}}}
Vlivem vzdušné vlhkosti se krystaly roztékají a posléze rozkládají podle výše uvedené rovnice.
Při zahřívání se rozkládá:
{\displaystyle {\mathsf {6\ KNH_{2}{\xrightarrow {600^{o}C}}\ 6\ K+4\ NH_{3}+N_{2}}}}
Reaguje bouřlivě s neoxidujícími kyselinami za vzniku příslušných solí (draselné a amonné), např.:
{\displaystyle {\mathsf {KNH_{2}+2\ HCl{\xrightarrow {\ }}\ KCl+NH_{4}Cl}}}
nebo s  oxidujícími kyselinami za vzniku (zde) azidu draselného, dusičnanu draselného a vody:
{\displaystyle {\mathsf {2\ KNH_{2}+2\ HNO_{3}{\xrightarrow {\ }}\ KN_{3}+KNO_{3}+3\ H_{2}O}}}

## Příprava
Amid draselný může být připraven reakcí draslíku s plynným amoniakem:
{\displaystyle {\mathsf {2\ K+2\ NH_{3}{\xrightarrow {65-105^{o}C}}2\ KNH_{2}+\ H_{2}}}}
nebo reakcí hydridu draselného s amoniakem:
{\displaystyle {\mathsf {KH+NH_{3}{\xrightarrow {300^{o}C}}\ KNH_{2}+H_{2}}}}
nebo reakcí oxidu draselného s kapalným amoniakem:
{\displaystyle {\mathsf {K_{2}O+NH_{3}{\xrightarrow {-50^{o}C}}\ KNH_{2}+KOH}}}
V roce 1808 jej objevili Joseph Louis Gay-Lussac a Louis Jacques Thénard.

## Použití
Amid draselný se používá jako silná zásada v organické syntéze pro nukleofilní substituce, polymerizace a podobně.

## Bezpečnost
Amid draselný reaguje s vodou za vzniku amoniaku a hydroxidu draselného a hoří za vzniku peroxidu draselného, oxidu dusičitého a vody:
KNH2 + H2O → NH3 + KOH
2 KNH2 + 4 O2 → K2O2 + 2 NO2 + 2 H2O.

## Podobné sloučeniny
- Amid lithný
- Amid sodný